# Ashley Tisdale
Ashley Michelle Tisdale, (2 de juliol del 1985 a Deal, Monmouth County, Nova Jersey (Estats Units)) és una actriu, cantant i model estatunidenca. Ha obtingut anomenada a partir del seu paper co-protagonista en la reeixida pel·lícula de Disney Channel High School Musical, encara que la seva carrera va començar diversos anys abans en sèries televisives entre les quals es destaca la sitcom infantil Zack i Cody: Bessons en acció. Va iniciar la seva carrera musical a principis de 2007 amb el llançament de Headstrong, el seu àlbum debut.
A l'edat de 22 anys ja ha participat en nombroses sèries i anuncis. De les seves actuacions cal destacar el seu paper com a Maddie en la sèrie de Disney Channel, Hotel dulce Hotel. Però, el que realment l'ha fet assolir la fama ha estat el seu paper com a Sharpay a la pel·lícula High School Musical. Gràcies a la fama que ha aconseguit amb aquest paper ha llançat al mercat un disc anomenat Headstrong. Va sortir el dia 6 de febrer als Estats Units i va entrar directament al número 5 dels discos més venuts d'aquell país.

## Biografia
Ashley Tisdale va néixer a Nova Jersey, segona filla de Llisa Morris i Mike Tisdale i germana de Jennifer Tisdale, quatre anys més gran que ella i també actriu. És cosina llunyana del multimilionari inventor Ron Popeil per part del seu avi matern Arnold Morris, distribuïdor dels ganivets Ginsu. És de religió jueva per herència ideològica de la seva mare.
Als tres anys, Tisdale va conèixer el seu mànager, Bill Perlman, en un centre comercial de Nova Jersey. Ell la va enviar a diverses audicions per a anuncis, i de petita va aparèixer en més de cent anuncis de televisió nacionals Va començar la seva carrera teatral apareixent a Gypsy: A Musical Fable i The Sound of Music al Centre Comunitari Jueu del comtat de Monmouth. Tisdale tenia vuit anys quan va ser escollida per interpretar el paper de Cosette al musical Les Misérables, i només recorda haver pres una sola classe de cant abans d'aconseguir el paper. El 2007, Tisdale va dir a Newsday: "Quan era petita, vaig veure l'obra Les Misérables a Broadway. Vaig pensar que era el més increïble que havia vist mai, així que vaig anar al meu mànager i li vaig dir que hi volia participar". Tisdale va fer una gira de dos anys amb Les Misérables abans d'aconseguir un paper en una producció de gira d'Annie a Corea.
Quan Tisdale tenia dotze anys, va cantar per al llavors president Bill Clinton durant un esdeveniment a la Casa Blanca com a part d'una companyia teatral. Amb l'esperança d'ampliar la seva carrera, Tisdale i la seva família es van traslladar a Los Angeles, Califòrnia. Va aconseguir el seu primer paper el 1997, com a convidada a episodis de Smart Guy i 7th Heaven. Durant aquest temps, també va començar a fer feina de model per a Ford Models. L'any següent, Tisdale va aparèixer com a actriu de veu a An All Dogs Christmas Carol (1998) i A Bug's Life (1998). Va fer una aparició com a convidada en un episodi de Boston Public l'any 2000, guanyant una nominació als Young Artist Award 2000 com a "Millor actuació com a convidada en un drama de televisió". Tisdale va continuar fent aparicions com a convidada en programes de televisió i apareixent en papers secundaris en pel·lícules durant els anys següents, amb papers en pel·lícules com el film de culte Donnie Darko (2001) i The Mayor of Oyster Bay (2002).

### Vida professional
A més d'aparèixer com a model publicitària en anuncis televisius, Tisdale assolí el reconeixement públic per la seva participació en sèries televisives d'èxit, però el salt definitiu el va aconseguir gràcies a la seva reconeguda interpretació com a cantant, actriu i ballarina en l'èxit de TV High School Musical en el paper de Sharpay Evans, el qual li va donar a més l'empenta per a encetar una carrera musical com a solista.

### Cinema i televisió
Ja sobre finals de la dècada dels anys 90, Ashley va començar a tenir papers petits en reconegudes sèries com El setè cel, Boston Public o Charmed entre d'altres, a més de participar en la pel·lícula Donnie Darko, protagonitzada pel guanyador de l'Òscar Jake Gyllenhaal. Més tard n'hi hagué d'altres com The Hughleys o Still Standing. En 2002 va protagonitzar un comercial de TV, molt recordat als Estats Units per la còmica transformació del seu cap en una taronja. Dos anys més tard va decidir presentar-se a les audicions per a la sèrie de Disney Channel Zack i Cody: Bessons en acció, en els papers de Maddie Fitzpatrick i London Tipton; aconseguí finalment el de Maddie, una venedora de caramels en l'hotel on es desenvolupa la sèrie. A mesura que avançava l'èxit de la sèrie Ashley aprofitava per promocionar la seva carrera realitzant diversos comercials del canal i participant en especials. També va obtenir un rol addicional com la veu d'un personatge de la sèrie de manga Wishper of the Heart. A principis de 2005 va decidir presentar-se al càsting del musical per a TV High School Musical, per interpretar el paper principal de Gabriella Montez. Finalment va aconseguir el de co-protagonista de Sharpay Evans, amb el qual interpretaria cançons com Bop To The Top i What I've Been Looking For entre d'altres. Addicionalment ha gravat cançons per la Disney, una de les quals (Kiss The Girl) inclou un vídeo musical. A més va gravar una versió de A Dream Is A Wish Your Heart Makes juntament amb la resta de les estrelles del canal del moment. També va participar en l'especial Disney Channel Games en dues edicions, una com a capitana de l'equip verd.

## Actuacions

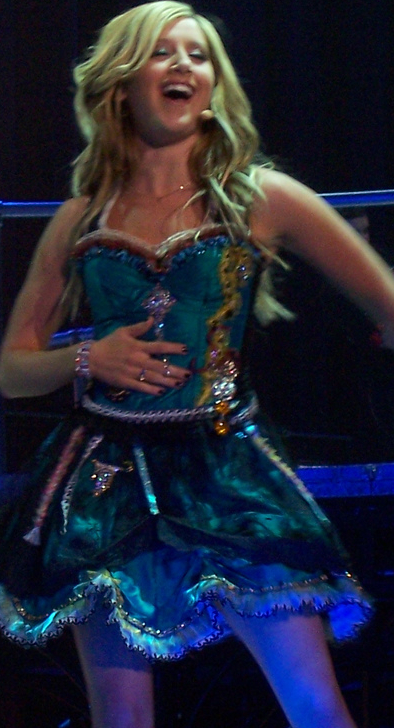
Ashley Tisdale.

### Papers televisius
- Phineas and Ferb (setembre 2007) - Candice (veu)
- High School Musical 2 (2007) - Sharpay Evans
- Kim Possible (2007) - Camille Leon (voz)
- High School Musical (2006) - Sharpay Evans
- Zack y Cody: Gemelos en Acción (2005-Actualitat) - Maddie Fitzpatrick

### Pel·lícules
- La fabulosa aventura de Sharpay (2011) - Sharpay Evans
- Picture This (2009) - Mandy Gilbert
- High School Musical 3 (2008) - Sharpay Evans
- High School Musical 2 (2007) - Sharpay Evans
- Whisper of the Heart (2006) - Yuko Harada (veu)
- High School Musical (2006) - Sharpay Evans
- Donnie Darko (2001) - Dorky
- Nathan's Choice (2001) - Stephanie
- A Bug's Life (1998) - Veu només

### Altres aparicions
- Teen Choices Awards (20/08/2006) - presentadora convidada
- The Tonight Show with Jay Leno (2006) - Entrevista
- Hannah Montana (2006) - Maddie Fitzpatrick
- Total Request Live (2006) - Entrevista
- Disney Channel Games 2006 (2006) - capitana de l'equip verd
- Jimmy Kimmel Live (2006) - Entrevista
- Live with Regis and Kelly (2006) - Entrevista
- Good Morning America (2006) - Entrevista
- The Today Show (2006) - Entrevista
- Mike's Super Short Show (2005) - Entrevista
- Still Standing (2003) - Bonnie
- George Lopez (2003) - Amiga de Carmen
- Grounded for Life (2003) - Desconeguda
- Strong Medicine (2003) - Sherry Lowenstein
- Malcolm in the Middle (2002) - Noia (3 episodis)
- The Hughleys (2002) - Stephanie (3 episodis)
- The Mayor of Oyster Bay (2002)
- Charmed (2001) - Adolescent fugitiva
- Kate Brasher (2001) - Winona
- Once and Again (2001) - Marni
- Bette (2001) - Jessica
- Boston Public (2000) - Carol Prader
- The Geena Davis Show (2000) - Tracy
- Movie Stars (2000) - Estudiant
- The Amanda Show (1999) - Fan Número U d'Amanda
- Beverly Hills 90210 (2000) - Nicole Loomis
- Seventh Heaven (1997) - Janice
- Smart Guy (1997) - Amy

## Música
La carrera musical d'aquesta artista es va iniciar de resultes de l'èxit de High School Musical, amb què assolí la fama i èxits com ara fer història en la música en ser la primera cantant femenina en situar-se en el Llista dels 100 més venuts amb dues cançons al mateix temps (Bop to the Top i What I've been looking for). Al febrer del 2007 va llançar el seu primer àlbum, titulat Headstrong a través de la distribuïdora Warner Brothers. El disc va aconseguir ràpidament els primers llocs en llistes d'arreu del món, venent 64.000 còpies en la primera setmana tan sols i arribant al cinquè lloc del Billboard Hot 100. El seu primer single, escrit per J.R. Rotem i Evan "Kid" Bogart es va titular He Said, She Said i fou seguit per Be Good To Me, el qual va ser llançat directament en format de video musical per Disney Channel. El tercer single és Not Like That.

### Àlbums
| - Data de llançament: 10 de gener de 2006 - Segell discogràfic: Walt Disney Records - Certificació RIAA: 4x Platino - Senzills Oficials: - What I've Been Looking For - Stick To The Status Quo - Bop To The Top - Breaking Free - We're All In This Together - I Can't Take My Eyes Off Of You | - Data de llançament: 6 de febrer de 2007 - Segell discogràfic: Warner Bros. Records - Certificació RIAA: 1x Oro - Senzills Oficials: - Be Good To Me - Not Like That - He Said, She Said - Suddenly |

### Estadístiques dels seus senzills
| Any  | Títol                                                                           | Àlbum                          | Lloc més alt a las llistes (Estats Units) |
| ---- | ------------------------------------------------------------------------------- | ------------------------------ | ----------------------------------------- |
| 2007 | Not Like That                                                                   | Headstrong                     | ----                                      |
| 2007 | Be Good To Me                                                                   | Headstrong                     | 80                                        |
| 2006 | He Said, She Said                                                               | Headstrong                     | 77                                        |
| 2006 | A Dream Is A Wish Your Heart Makes (con Círculo de Estrellas de Disney Channel) | Disney Mania 4                 | ----                                      |
| 2006 | What I've Been Looking For (con Lucas Grabeel)                                  | High School Musical Soundtrack | 35                                        |
| 2006 | Stick to the Status Quo (con Reparto de High School Musical)                    | High School Musical Soundtrack | 43                                        |
| 2006 | Bop to the Top (con Lucas Grabeel)                                              | High School Musical Soundtrack | #62                                       |
| 2006 | We're All In This Together (con Reparto de High School Musical)                 | High School Musical Soundtrack | 34                                        |

## Aparicions com a model i articles dedicats
Les primeres aparicions professionals d'aquesta artista han estat en anuncis publicitaris de televisió, encara que una vegada iniciades les seves facetes d'actriu i cantant no ha abandonat la tasca de model, i ha aparegut en reconegudes revistes de moda, musicals o televisives. A més, ha estat presentadora d'alguns esdeveniments. Nombrosos periòdics i revistes especialitzades li han dedicat espais. El primer seria el prestigiós Miami Herald al juliol de 2005, el qual inclou una petita entrevista parlant dels seus inicis, els seus gustos i la seva vida personal. Posteriorment apareixeria en les edicions d'agost del mateix any de Pop Star i Sophisticate's Hairstyle, i Tiger Beat al novembre. Durant 2006, la seva creixent fama la va col·locar en una gran quantitat de revistes dedicades per a fans, apareixent en les cobertes de les juvenils Seventeen, Disney Adventures, Girls Life, Teen i Bop, a més d'altres tan prestigioses com People o en una secció del The New York Times. A l'abril de 2007, dues revistes nord-americanes especialitzades en moda han treballat amb ella, una de les quals (Star Magazine) ha optat per col·locar-la en portada. La revista nord-americana de roba femenina Blender li ha dedicat una entrevista biogràfica. L'edició especial d'hivern del mateix any de Cosmo Prom també la situa en portada.